# Johann Reif
Johann Reif (auch Hans Reif, * 11. April 1887 in Wien; † 10. August 1949 in Kritzendorf) war ein österreichischer Politiker (SPÖ) und Hauptschuldirektor. Reif war von 1945 bis 1949 Abgeordneter zum Landtag von Niederösterreich.
Reif besuchte die Lehrerbildungsanstalt und trat 1906 in den Wiener Schuldienst ein. Er leistete seinen Militärdienst ab und geriet während des Ersten Weltkriegs in russische Kriegsgefangenschaft. Zuletzt war Reif beruflich als Hauptschuldirektor tätig, 1935 wurde er pensioniert. Im politischen Bereich engagierte sich Reif zwischen 1919 und 1934 als Gemeinderat in Kritzendorf. 1945 hatte Reif das Amt des Bürgermeister-Stellvertreters und Wohnungsreferenten von Kritzendorf inne. In dieser Funktion kündigte er alle Pächter von Wochenendhäusern am Kritzendorfer Strombad, die durch Arisierung in deren Besitz gekommen waren, und vergab diese bis zur Auffindung der ursprünglichen Pächter an Ausgebombte, politisch Verfolgte bzw. Heimkehrer (er nannte dies „Rück-Arisierung“).
Er vertrat die SPÖ vom 12. Dezember 1945 bis zu seinem Tod im Niederösterreichischen Landtag.